# Piaski Iwo Jimy
Piaski Iwo Jimy (ang. Sands of Iwo Jima) – amerykański film wojenny z 1949 roku z Johnem Wayne'em w roli sierżanta Korpusu Piechoty Morskiej Stanów Zjednoczonych Johna M. Strykera.
Film był nominowany do Oscara w 1950 roku w czterech kategoriach:
- Najlepszy aktor pierwszoplanowy – John Wayne
- Najlepsze materiały do scenariusza – Harry Brown
- Najlepszy dźwięk – Republic Studio Sound Department
- Najlepszy montaż – Richard L. Van Enger

## Obsada
- John Wayne jako sierżant John M. Stryker
- John Agar jako starszy szeregowy Peter T. "Pete" Conway
- Adele Mara jako Allison Bromley
- Forrest Tucker jako starszy szeregowy Al J. Thomas
- Wally Cassell jako starszy szeregowy PFC Benny A. Regazzi
- James Brown jako starszy szeregowy Charlie Bass
- Richard Webb jako starszy szeregowy "Handsome" Dan Shipley
- Arthur Franz jako kapral Robert C. Dunne/narrator
- Julie Bishop jako Mary (barmanka)
- James Holden jako starszy szeregowy "Farmer" Soames
- Peter Coe jako starszy szeregowy George Hellenopolis
- Richard Jaeckel jako starszy szeregowy Frank Flynn
- William Murphy jako starszy szeregowy Eddie Flynn
- Martin Milner jako szeregowy Mike McHugh
- George Tyne jako starszy szeregowy Hart S. Harris
- Hal Baylor jako szeregowy J.E. "Ski" Choynski (credited as Hal Fieberling)
- Leonard Gumley jako szeregowy Sid Stein
- Ira Hayes jako on sam zatykający flagę
- John Henry Bradley jako on sam zatykający flagę
- Rene Gagnon jako on sam zatykający flagę
- William Self jako szeregowy L.D. Fowler Jr.
- John McGuire jako kapitan Joyce